# Helena Więckowska
Helena Więckowska z d. Braunstein (ur. 4 maja 1897 w Warszawie, zm. 10 kwietnia 1984 tamże) – polska historyk, bibliolog, bibliotekarka, dyrektor Biblioteki Uniwersyteckiej w Łodzi, profesor Uniwersytetu Łódzkiego.

## Życiorys
Urodziła się w Warszawie, gdzie ukończyła szkołę podstawową i gimnazjum. Brała udział w obronie Lwowa, za co została odznaczona medalem Orląt Lwowskich. W latach 1918–1922 studiowała historię na Uniwersytecie Warszawskim, w 1922 uzyskała stopień doktora filozofii na podstawie dysertacji Opozycja liberalna w Królestwie Polskim 1815–1830 (druk: Warszawa, 1925), przygotowanej pod kierunkiem prof. Marcelego Handelsmana. Była sekretarką pierwszego zarządu Polskiego Stowarzyszenia Kobiet z Wyższym Wykształceniem. Od 1927 pracowała w Bibliotece Narodowej w Warszawie i zajmowała się głównie rękopisami rapperswilskimi i batignolskimi i wydawaniem korespondencji Joachima Lelewela.
Podczas II wojny światowej współpracowała z Delegaturą Rządu na Kraj, uczestniczyła w tajnym nauczaniu. W swoim mieszkaniu prowadziła także wypożyczalnię książek. Po powstaniu warszawskim wywieziona do obozu w Pruszkowie, skąd zbiegła i ukrywała się w Milanówku. Po wyzwoleniu powróciła do pracy w Bibliotece Narodowej.
W latach 1948–1969 zajmowała stanowisko dyrektorki Biblioteki Uniwersyteckiej w Łodzi. Równocześnie, w latach 1953–1969 kierowała Katedrą Bibliotekoznawstwa na Uniwersytecie Łódzkim. Wypromowała 15 doktorów, była opiekunką 4 habilitacji.
W latach 1959–1964 pełniła funkcję wiceprzewodniczącej Światowej Federacji Związków Bibliotekarskich IFLA. Od 1973 przewodniczyła Komisji Programowej do spraw Instytutu Książki i Czytelnictwa Biblioteki Narodowej.
Była członkinią Towarzystwa Naukowego Warszawskiego, Polskiej Akademii Umiejętności, Łódzkiego Towarzystwa Naukowego, Komitetu Historii Nauki i Techniki PAN, kolegiów i rad redakcyjnych. Po przejściu na emeryturę wróciła do Warszawy, gdzie w latach 1969–1972 była nieetatową wykładowczynią Instytutu Bibliotekoznawstwa i Informacji Naukowej UW.
Laureatka nagród Ministra Oświaty i Wychowania I i II stopnia.
Zmarła 10 kwietnia 1984 w Warszawie. Pochowana 16 kwietnia 1984 na cmentarzu Powązkowskim (kwatera 46-6-16,17).

### Życie prywatne
Pochodziła z inteligenckiej rodziny żydowskiej Braunsteinów. Ojciec, Władysław, urzędnik w cukrowni i matka Maria z Rutkowskich zmarli jeszcze przed wojną. W czasie studiów poślubiła Aleksandra Więckowskiego, inżyniera architekta, pracownika Departamentu Budownictwa Ministerstwa Spraw Wojskowych, uczestnika wojny polsko-bolszewickiej i II wojny światowej. Mąż zmarł w 1948 r.
Była matką żołnierzy Armii Krajowej: szefa bezpieczeństwa 2. kompanii Rudy batalionu Zośka Jana Więckowskiego (1923–2008) i łączniczki tejże kompanii, Marii Więckowskiej (1925–1944). Syn od 1948 r. przebywał na emigracji w Stanach Zjednoczonych, gdzie pracował jako ekonomista w banku.

## Ordery i odznaczenia
- Odznaka Honorowa „Orlęta”
- Krzyż Kawalerski Orderu Odrodzenia Polski (1957)
- Medal Komisji Edukacji Narodowej
- Medal 100-lecia Państwa Polskiego (1964)
- Odznaka „Zasłużony Działacz Kultury” (1965)
- Honorowa Odznaka Miasta Łodzi (1966)
- Honorowa Odznaka Miasta Warszawy
- Honorowa Odznaka Stowarzyszenia Bibliotekarzy Polskich (1968)
- Złota Odznaka Uniwersytetu Łódzkiego (1971)

## Najważniejsze prace
- Joachim Lelewel uczony – polityk – człowiek. Warszawa: Czytelnik, 1980 ISBN 83-07-00235-4.
- Joachim Lelewel, Wybór pism historycznych; oprac. Helena Więckowska. Wrocław: Ossolineum, 1950 (wznowienie: Wrocław: Ossolineum, 2005).
- Listy emigracyjne Joachima Lelewela; wyd. i wstępem poprzedziła Helena Więckowska. Tom 1–5. Kraków: Polska Akademia Umiejętności, 1948–56.
- Katalog rękopisów Biblioteki Narodowej. Warszawa: Biblioteka Narodowa, 1933–38 (opracowała: Zbiory rapperswilskie, Zbiory batignolskie i Towarzystwa Przyjaciół Polski w Londynie; współautor Adam Lewak).
- Akademickie kształcenie bibliotekarzy: zarys historyczny. Warszawa: Wyd. Akcydensowe, 1979.
- Podręczny słownik bibliotekarza. Warszawa: PWN, 1955 (współautor).
- Encyklopedia wiedzy o książce. Wrocław: Zakład Narodowy im. Ossolińskich, 1971 (współautor).
- artykuły na łamach m.in. „Przeglądu Historycznego”.